# The Felines
The Felines er en dansk garage rock/punk-trio fra København der blev dannet i 2010. Gruppen består af Asta Bjerre (bas, sang), Ditte Melgaard (guitar, kor) og Mei Long Bao (trommer, kor).
The Felines har spillet på spillesteder som Huset i Magstræde, Studenterhuset i København, KB18, Råhuset, Mayhem, Din Nye Ven, Osram Huset, Børneteatret m.fl. og herudover til Distortion festival i København og på den fynske undergrundsfestival "Fællestival".
Bandet er inspireret af bands som The Pandoras, Link Wray, The Music Machine, The Sonics, The Gories, The Cramps, Thee Headcoatees m.fl.

## Udgivelser
- Daddy Walk (EP, 2012)
- A Man Stuck in Your Mind (EP, 2012)
- Want (album, 2014, udgivet på Soundflat Records (EU) og Burger Records (Nordamerika))